# Parafia Niepokalanego Serca Najświętszej Maryi Panny w Tarnowie
Parafia Niepokalanego Serca Najświętszej Maryi Panny w Tarnowie – parafia rzymskokatolicka znajdująca się w diecezji tarnowskiej w dekanacie Tarnów Południe.
Od 1984 proboszczem parafii był ks. Julian Gancarz. Od 2010 funkcję tę pełni ks. Tadeusz Wiszniewski.